# Кам'янський цукровий завод
Каменський цукровий завод - промислове підприємство в місті Кам'янка Кам'янського району Черкаської області України, що припинило існування.

## Історія
Цукровий завод у містечку Кам'янка Чигиринського повіту Київської губернії Російської імперії був побудований в 1844 році, після спорудження тут у 1876 році залізниці та залізничної станції економічний розвиток повіту активізувався і в 1911 році завод був розширений.
Після початку Першої світової війни 2 серпня 1914 року була введена заборона на виробництво та продаж спиртних напоїв і становище заводу ускладнилося у зв'язку зі скороченням закупівель цукру для виробництва спирту, а також через мобілізацію частини працівників та селян у діючу армію (це призвело до скорочення посівів цукрових буряків, які служили сировиною для виробництва цукру).
У 1918 році в Кам'янці укріпила свої позиції влада Української Народної Республіки. Надалі під час громадянської війни завод постраждав, оскільки Кам'янка опинилася в зоні бойових дій, результатом яких стала радянська окупація, промислові підприємства були націоналізовані.
У березні 1919 року в Кам'янці пройшли вибори до Ради робітничих і селянських депутатів, рішенням якого на цукроварні був створений фабрично-заводський комітет, який встановив робочий контроль над виробництвом і ввів 8-годинний робочий день.
На рубежі 1924 – 1925 гг. Каменський цукровий завод знову почав працювати на повну потужність.
У ході індустріалізації СРСР цукровий завод був перетворений на Кам'янський цукровий комбінат, а в лютому 1930 року при комбінаті була створена машинно-кінно-тракторна станція.
Під час Другої світової війни 5 серпня 1941 року Кам'янка була окупована німецькими військами. У період окупації радянські партизани із загону ім. К. Є. Ворошилова (командир А. С. Куценко, комісар Г. С. Беркін), який діяв на території Кам'янського та сусідніх районів, влаштували на цукроварні велику диверсію, в результаті якої було знищено 10 тонн пального. При відступі німецьких військ в 1943 завод був зруйнований.
10 січня 1944 року Кам'янка була звільнена частинами 5-ї гвардійської танкової армії, після чого почалося відновлення підприємства. В кінці 1944 цукровий завод відновив роботу.
У 1947 році завод зробив понад план 19,6 тис. пудів цукру і посів друге місце у всесоюзному соціалістичному змаганні.
У наступні роки завод залишався серед передових підприємств цукрової промисловості СРСР (за результатами виробничої діяльності, у вересні і жовтні 1949 року колектив двічі завоював перехідний Червоний прапор Міністерства харчової промисловості СРСР і ВЦРПС і був нагороджений грошовою премією).
Для забезпечення потреб заводу в цукрових буряках на початку 1950-х років в результаті об'єднання трьох сільгоспартелів була створена артіль "Жовтень" (з 1970 - радгосп). У цей же час робітники заводу брали активну участь у будівництві об'єктів соціальної інфраструктури міста (за їх участю було збудовано будинок культури, продовольчий магазин, перукарня, концертний майданчик та кафе "Кристал").
У 1978 році за підтримки комбінату був побудований дитячий садок на 140 місць, у 1980-ті роки - житлові будинки для робітників заводу.
Виробничі потужності комбінату в 1980-ті роки забезпечували можливість переробки до 2 тис. т цукрових буряків на добу.
Загалом, за радянських часів цукровий комбінат входив до числа найбільших підприємств міста, на його балансі знаходилися об'єкти соціальної інфраструктури, а заводська котельня забезпечувала опалення частини житлового фонду.
Після проголошення незалежності України комбінат перейшов у відання Державного комітету харчової промисловості України. У зв'язку з припиненням діяльності та розформуванням бурякорадгоспу підприємство було перейменовано на Кам'янський цукровий завод. Надалі, державне підприємство було перетворено на відкрите акціонерне товариство. Влітку 1997 стало відомо про намір закрити завод. У червні 1999 року Кабінет Міністрів України передав завод у комунальну власність Черкаської області.
У 2002 та 2003 роки завод простоював. Економічна криза, що почалася в 2008 році, ускладнила становище підприємства, і 28 жовтня 2008 року господарський суд Черкаської області порушив справу № 10/4896 про банкрутство заводу.
В 2012 завод вже не функціонував. Надалі завод почали розбирати на металобрухт і до 2013 року він припинив існування.